# Czartki (Warta)
Pour les articles homonymes, voir Czartki.
Czartki est une localité polonaise de la gmina de Warta, située dans le powiat de Sieradz en voïvodie de Łódź.